# Shahrukh Khan
Shahrukh Khan, de vegades escrit Shah Rukh Khan (2 de novembre del 1965), és un actor indi molt popular i que ha intervingut en momtes pel·lícules de Bollywood. També és productor de cinema i animador de televisió.

## Carrera
Shahrukh Khan va començar la seva carrera a la fi dels anys 80 actuant en diverses sèries de televisió. Al cinema va debutar-hi amb Deewana, el 1992, guanyant el premi del "millor principiant" i des d'aleshores ha participat en més de 70 pel·lícules, obtenint una gran quantitat d'èxits comercials i de crítica. Durant la seva carrera cinematogràfica ja ha guanyat tretze Filmfare Awards (l'equivalent indi dels Oscars), set dels quals com a millor actor.
Mentre que algunes de les seves pel·lícules més conegudes, com Dilwale Dulhania Le Jayenge, Kuch Kuch Hota Hai, Chak De India o Om Shanti Om, s'han convertit en uns dels èxits més importants de Bollywood, d'altres com Kabhi Khushi Kabhie Gham, Kal Ho Naa Ho, Devdas, Veer-Zaara, Kabhi Alvida Naa Kehna o My Name Is Khan han conquerit a més el mercat internacional, fent de Shahrukh Khan un dels actors més coneguts del cinema hindi.
A partir dels anys 2000 les seves activitats es diversifiquen amb la producció de pel·lícules, espectacles en directe i presentant programes de televisió. Esdevé el propietari fundador de dues companyies de producció, Dreamz Unlimited (1999) i Red Chillies Entertainment (2004), i realitza grans espectacles musicals que exporta arreu del món; en el darrer, Temptations, hi han participat celebritats com Preity Zinta, Rani Mukerji, Saif Ali Khan, Arjun Rampal o Priyanka Chopra.
El 2007 va ser consagrat Entertainment Business Leader per la CNBC TV així que pel Times of India; d'altra banda, va ser designat 'indi de l'any' dins de la categoria 'Espectacle' per la NDTV.
Després de la seva entrada al museu de cera de Londres el 2007, Shahrukh Khan va inaugurar l'abril del 2008 la seva estàtua al museu Grévin de París. El mes de gener del mateix any també va ser condecorat Officier de l'Ordre des Arts et des Lettres pel govern francès.

## Vida privada
Shahrukh Khan va néixer de pares musulmans paixtus i té una germana gran anomenada Shehnaz. El seu pare, Taj Mohammed Khan va lluitar per l'alliberament del Peshawar (actual Pakistan). La seva mare, Lateef Fatima era la filla adoptiva del General Shah Nawaz Khan, que formava part de l'Exèrcit Nacional Indi a Subash Chandra Bose.
El seu pare es va traslladar a Nova Delhi abans de la partició de l'Índia, i la família de la seva mare provenia de Rawalpindi, també en l'actual Pakistan. Va estudiar a la Saint Colomba's School, on va destacar en els esports, el teatre i els estudis. Hi va guanyar l'Espasa d'Honor, un premi anual atorgat a l'estudiant que encarna millor l'esperit de l'escola. Més tard va anar al Hansraj College (1985-1988) per a estudiar economia i després es va inscriure a la Jamia Milli Islamia per a obtenir un Màster en Comunicació de Masses, però no va continuar els estudis tot decantant-se definitivament cap a la carrera d'actor.
Després de la mort dels seus pares, Khan es va traslladar a Bombai el 1991, i el 25 d'octubre del mateix any es casà amb Gauri Khan (que és hindú). Tenen dos fills: un nen, Aryan (1997) i una nena, Suhana (2000). Segons Sharukh Khan, tot i ser musulmà també respecta els valors religiosos de la seva esposa i, a casa, els seus fills segueixen ambdues religions, amb l'Alcorà situat al costat dels déus hindús.

## Premis
- 1992 - Deewana - Millor Debut Masculin
- 1993 - Baazigar - Millor Actor
- 1993 - Kabhi Haan Kabhi Naa - Millor actuació segons els crítics
- 1994 - Anjaam - Millor Vilà
- 1995 - Dilwale Dulhania Li Jayenge - Millor actor
- 1997 - Dil To Pagal Hai - Millor actor
- 1998 - Kucha Kucha Hota Hai - Millor actor
- 2000 - Mohabbatein - Millor actor segons els crítics
- 2002 - Devdas - Millor Actor
- 2004 - Veer-Zaara - Millor Actor
- 2004 - Premi Filmfare al Poder, juntament amb Amitabh Bachchan
- 2007 - Chak de l'Índia - Millor actor
- 2010 - El meu nom és Khan - Millor actor
- 2012 - Ra one - millor actor
- 2012 - Don 2 - Millor actor
- 2012 - Jab Tak Hai Jaan - Millor actor
- 2013 - Chennai Express - Millor actor

## Filmografia

### Actor
| Any  | Títol                                       | Paper                        | Comentaris |
| ---- | ------------------------------------------- | ---------------------------- | --- |
| 1992 | Deewana                                     | Raja Sahai                   | Guanyador del Filmfare Award pel millor principiant masculí                                                    |
| 1992 | Idiot                                       | Pawan Raghujan               | |
| 1992 | Chamatkar                                   | Sunder Srivastava            | |
| 1992 | Raju Ban Gaya Gentleman                     | Raju (Raj Mathur)            | |
| 1992 | Dil Aashna Hai                              | Karan                        | |
| 1993 | Maya Memsaab                                | Lalit Kumar                  | |
| 1993 | King Uncle                                  | Anil Bhansal                 | |
| 1993 | Baazigar                                    | Ajay Sharma/Vicky Malhotra   | Guanyador del Filmfare Award al millor actor                                                                   |
| 1993 | Darr                                        | Rahul Mehra                  | Nominat al Filmfare Award pel millor dolent                                                                    |
| 1993 | Kabhi Haan Kabhi Naa                        | Sunil                        | Guanyador del Filmfare Award de la crítica per la millor actuació Nominat al Filmfare Award al millor actor    |
| 1994 | Anjaam                                      | Vijay Agnihotri              | Guanyador del Filmfare Award pel millor dolent                                                                 |
| 1995 | Karan Arjun                                 | Arjun Singh/Vijay            | |
| 1995 | Zamana Deewana                              | Rahul Malhotra               | |
| 1995 | Guddu                                       | Guddu Bahadur                | |
| 1995 | Oh Darling! Yeh Hai India                   | Hero                         | |
| 1995 | Dilwale Dulhania Le Jayenge                 | Raj Malhotra                 | Guanyador del Filmfare Award al millor actor                                                                   |
| 1995 | Ram Jaane                                   | Ram Jaane                    | |
| 1995 | Trimurti                                    | Romi Singh/Bholey            | |
| 1996 | English Babu Desi Mem                       | Vikram/Hari/Gopal Mayur      | |
| 1996 | Chaahat                                     | Roop Rathore                 | |
| 1996 | Army                                        | Arjun                        | Aparició especial                                                                                              |
| 1996 | Dushman Duniya Ka                           | Badru                        | |
| 1997 | Gudgudee                                    |                              | Aparició especial                                                                                              |
| 1997 | Koyla                                       | Shankar                      | |
| 1997 | Yes Boss                                    | Rahul Joshi                  | Nominat al Filmfare Award al millor actor                                                                      |
| 1997 | Pardes                                      | Arjun Saagar                 | |
| 1997 | Dil To Pagal Hai                            | Rahul                        | Guanyador del Filmfare Award al millor actor                                                                   |
| 1998 | Duplicate                                   | Bablu Chaudhry/Manu Dada     | Nominat al Filmfare Award pel millor dolent                                                                    |
| 1998 | Achanak                                     | Ell mateix                   | Aparició especial                                                                                              |
| 1998 | Dil Se                                      | Amarkant Varma               | Titulada en tàmil Uyire Titulada en telugu Prema Tho                                                           |
| 1998 | Kuch Kuch Hota Hai                          | Rahul Khanna                 | Guanyador del Filmfare Award al millor actor                                                                   |
| 1999 | Baadshah                                    | Raj Heera/Baadshah           | Nominat al Filmfare Award al millor actor                                                                      |
| 2000 | Phir Bhi Dil Hai Hindustani                 | Ajay Bakshi                  | |
| 2000 | Hey Ram                                     | Amjad Ali Khan               | Realitzada simultàniament en tàmil Proposada per optar a l'Oscar per la millor pel·lícula estrangera           |
| 2000 | Josh                                        | Max                          | |
| 2000 | Har Dil Jo Pyar Karega                      | Rahul                        | Aparició especial                                                                                              |
| 2000 | Mohabbatein                                 | Raj Aryan Malhotra           | Guanyador del Filmfare Award de la crítica per la millor actuació Nominat al Filmfare Award al millor actor    |
| 2000 | Gaja Gamini                                 | Himself                      | Aparició especial                                                                                              |
| 2001 | One 2 Ka 4                                  | Arun Verma                   | |
| 2001 | Asoka                                       | Asoka                        | Titulada en tàmil Samrat Ashoka                                                                                |
| 2001 | Kabhi Khushi Kabhie Gham                    | Rahul Raichand               | Nominat al Filmfare Award al millor actor                                                                      |
| 2002 | Hum Tumhare Hain Sanam                      | Gopal                        | |
| 2002 | Devdas                                      | Devdas Mukherjee             | Guanyador del Filmfare Award al millor actor Proposada per optar a l'Oscar per la millor pel·lícula estrangera |
| 2002 | Shakti: The Power                           | Jaisingh                     | Aparició especial                                                                                              |
| 2002 | Saathiya                                    | Yeshwant Rao                 | Cameo |
| 2003 | Chalte Chalte                               | Raj Mathur                   | |
| 2003 | Kal Ho Naa Ho                               | Aman Mathur                  | Nominat al Filmfare Award al millor actor                                                                      |
| 2004 | Yeh Lamhe Judaai Ke                         | Dushant                      | |
| 2004 | Main Hoon Na                                | Maj. Ram Prasad Sharma       | Nominat al Filmfare Award al millor actor                                                                      |
| 2004 | Veer-Zaara                                  | Veer Pratap Singh            | Nominat al Filmfare Award al millor actor                                                                      |
| 2004 | Swades                                      | Mohan Bhargava               | Guanyador del Filmfare Award al millor actor Titulada en tàmil Desam                                           |
| 2005 | Kuch Meetha Ho Jaaye                        | Ell mateix                   | Aparició especial                                                                                              |
| 2005 | Kaal                                        |                              | Aparició especial en la cançó Kaal Dhamaal                                                                     |
| 2005 | Silsiilay                                   | Sutradhar                    | Aparició especial en la cançó Jab Jab Dil Mile                                                                 |
| 2005 | Paheli                                      | Kishenlal/el fantasma        | Proposada per optar a l'Oscar per la millor pel·lícula estrangera                                              |
| 2005 | The Inner and Outer World of Shah Rukh Khan | Ell mateix                   | Documental dirigit pel director Nasreen Munni Kabir, instal·lat a Anglaterra                                   |
| 2006 | Alag                                        |                              | Aparició especial en la cançó Sabse Alag                                                                       |
| 2006 | Kabhi Alvida Naa Kehna                      | Dev Saran                    | Nominat al Filmfare Award al millor actor                                                                      |
| 2006 | Don - The Chase Begins Again                | Vijay/Don                    | Nominat al Filmfare Award al millor actor                                                                      |
| 2006 | I See You                                   |                              | Aparició especial en la cançó Subah Subah                                                                      |
| 2007 | Chak De India                               | Kabir Khan                   | Guanyador del Filmfare Award al millor actor                                                                   |
| 2007 | Heyy Babyy                                  | Raj Malhotra                 | Aparició especial en la cançó Mast Kalandar                                                                    |
| 2007 | Om Shanti Om                                | Om Prakash Makhija/Om Kapoor | Nominat al Filmfare Award al millor actor                                                                      |
| 2008 | Krazzy 4                                    |                              | Aparició especial en la cançó Break Free                                                                       |
| 2008 | Bhoothnath                                  | Aditya Sharma                | Aparició especial                                                                                              |
| 2008 | Rab Ne Bana Di Jodi                         | Surinder Sahni               | |
| 2009 | Luck by Chance                              | Ell mateix                   | Aparició espacial                                                                                              |
| 2009 | Billu                                       | Sahir Khan                   | |
| 2009 | Aao Wish Karein                             | Narrador                     | [ 3 ] |
| 2010 | My Name Is Khan                             | Rizwan Khan                  | |
| 2010 | Shahrukh Bola Khoobsurat Hai Tu             | ell mateix                   | cameo |
| 2011 | Always Kabhi Kabhi                          | ell mateix                   | aparició especial a la cançó Antenna                                                                           |
| 2011 | Love Breakups Zindagi                       | ell mateix                   | cameo |
| 2011 | Ra.One                                      | G.One / Shekhar Subramanium  | |
| 2011 | Don 2: The Chase Continues                  | Don                          | nominat al Filmfare Award al millor actor                                                                      |
| 2012 | Jab Tak Hai Jaan                            | Major Samar Anand            | nominat al Filmfare Award al millor actor                                                                      |
| 2013 | Chennai Express                             | Rahul                        | |

### Productor
- Phir Bhi Dil Hai Hindustani (2000)
- Asoka (2001)
- Chalte Chalte (2003)
- Main Hoon Na (2004)
- Kaal (2005) - coproductor
- Paheli (2005)
- Om Shanti Om (2007)
- Billu (2009)
- My Name Is Khan (2010) - coproductor
- Always Kabhi Kabhi (2011)
- Ra.One (2011)
- Don 2 (2011) - coproductor
- Student Of The Year (2011) - coproductor
- Chennai Express (2013)